# Almeida (Boyacá)
Pour les articles homonymes, voir Almeida (homonymie).
Almeida est une municipalité située dans le département de Boyacá, en Colombie.

## Démographie
Selon les données récoltées par le DANE lors du recensement de 2005, Almeida compte une population de 2 171 habitants.

## Liste des maires
- 2012 - 2015 : Carlos Humberto Castañeda
- 2016 - 2019 : Carlos Alberto Acevedo Velasquez
- 2020 - 2023 : Orlando Castañeda Montenegro[2]